# Brookfield Incorporações
Pour les articles homonymes, voir Brookfield.
Brookfield Incorporações est une entreprise brésilienne spécialisée dans l'immobilier, et faisant partie de l'indice Bovespa, le principal indice boursier de la bourse de São Paulo.